# Драсбург
Драсбург (нім. Draßburg) — громада округу Маттерсбург у землі Бургенланд, Австрія.
Драсбург лежить на висоті  223 м над рівнем моря і займає площу  9,7 км². Громада налічує 1164 мешканці. 
Густота населення 120/км².  
|                                   |
| Драсбург на мапі округу та землі. |

 Адреса управління громади:  7021 Draßburg. 

## Демографія
Історична динаміка населення міста за даними сайту Statistik Austria

## Виноски
1. ↑  Dauersiedlungsraum der Gemeinden Politischen Bezirke und Bundesländer - Gebietsstand 1.1.2018 — Статистичне управління Австрії.
2. ↑  Einwohnerzahl 1.1.2018 nach Gemeinden mit Status, Gebietsstand 1.1.2018 — Статистичне управління Австрії.
3. ↑  www.drassburg.at. Архів оригіналу за 9 листопада 2012. Процитовано 3 листопада 2013.
4. ↑  Gemeindedaten von Draßburg. Архів оригіналу за 29 вересня 2007. Процитовано 3 листопада 2013.

| Австрія | Це незавершена стаття з географії Австрії. Ви можете допомогти проєкту, виправивши або дописавши її. |